# 灘分村
灘分村（なだぶんむら）は、島根県簸川郡にあった村。現在の出雲市灘分町、島村町、出島町、平田町にあたる。

## 地理
- 湖沼：宍道湖
- 河川：斐伊川[2]、論田川[1]

## 歴史
- 1889年（明治22年）4月1日、町村制の施行により、楯縫郡平田村灘分、島村、出来洲村が合併して村制施行し、灘分村が発足[2][3]。
- 1896年（明治29年）4月1日、郡の統合により簸川郡に所属[3]。
- 1951年（昭和26年）4月1日、簸川郡平田町、国富村、鰐淵村、西田村、久多美村、檜山村、東村と合併して平田町が存続し廃止された[2][3]。

### 地名の由来
合併した旧村の平田村灘分による。

### 斐伊川改修問題
1923年に起工された斐伊川改修工事は、大字島村が水没する案であったため反対運動などが活発に展開されたが、1932年、島村の移転が決定し、143戸が移転した。この工事により集落は河川により南北に両断された。

## 産業
- 農業[2]